# Vadsø
Vadsø (en sami septentrional: Čáhcesuolu; en kven: Vesisaari) és una ciutat i municipi de Noruega, capital del comtat de Finnmark. El centre administratiu del municipi és la vila homònima on es concentra la majoria de la població, mentre que la resta es reparteix en diferents nuclis de població escampats arreu del municipi. Té una població de 6.223 habitants (2014) i una superfície de 1.258 km². La ciutat fou esmentada com a tal l'any 1833.
La ciutat està situada a la costa sud de la península de Varanger, al llarg del fiord de Varanger. Una part de la ciutat es troba a l'illa de Vadsø. Està connectat amb la resta de la ciutat al continent per un pont.

## Informació general
L'any 1833 rebé la categoria de ciutat. Aquell any, la ciutat de Vadsø i tot el districte rural que l'envolta s'establiren com el nou municipi de Vadsø. La llei requereix que tots els pobles han de ser separats dels seus districtes rurals, però a causa d'una població baixa i molt pocs votants, això era impossible de dur a terme al municipi de Vadsø el 1838.
El 1839, el districte occidental es va separar per esdevenir el nou municipi de Nesseby. Després, el 1858, Nesseby va ser inclòs de nou a Vadsø, i en la mateixa data, el districte sud de Vadsø es va separar per formar el nou municipi de Sør-Varanger. Uns anys més tard, el 1864, el districte occidental de Nesseby s'independitzà com a municipi un cop més. El 1894, la resta de la zona rural que envolta la ciutat de Vadsø es va separar per formar el nou municipi de Nord-Varanger. Això deixà només la ciutat de Vadsø al municipi homònim, sense els nuclis que l'envolten. Nord-Varanger segueix sent municipi fins a l'1 de gener de 1964, quan el municipi de Nord-Varanger es fusiona de nou amb la ciutat de Vadsø per formar l'actual municipi de Vadsø.

### Nom
El municipi duu el nom de la ciutat de Vadsø, el principal poble del municipi on viuen 5000 dels 6000 habitants totals del municipi. El nom de la ciutat prové de l'illa Vadsøya. La forma en nòrdic antic del nom era Vatnsø. El primer element és el cas genitiu de vatn que significa "aigua" i l'últim element és øi que significa "illa". Per tant, el significat del nom és "l'illa amb aigua potable".

### Escut d'armes
L'escut d'armes és modern. Se'ls hi va concedir el 20 de febrer de 1976. Les armes mostren el cap d'un ren sobre un fons vermell. El ren és el principal dels animals domèstics en el municipi i, per tant, de gran importància econòmica.

### Esglésies
L'Església de Noruega té una parròquia (sokn) dins del municipi de Vadsø. És part del deganat de Varanger a la Diòcesi de Nord-Hålogaland.
| Parròquia (Sokn) | Nom de l'església           | Localització de l'església | Any de construcció |
| ---------------- | --------------------------- | -------------------------- | ------------------ |
| Vadsø            | Església de Vadsø           | ciutat de Vadsø            | 1958               |
| Vadsø            | Capella de Vestre Jakobselv | Vestre Jakobselv           | 1940               |
| Vadsø            | Capella de Skallelv         | Skallelv                   | 1961               |

## Història

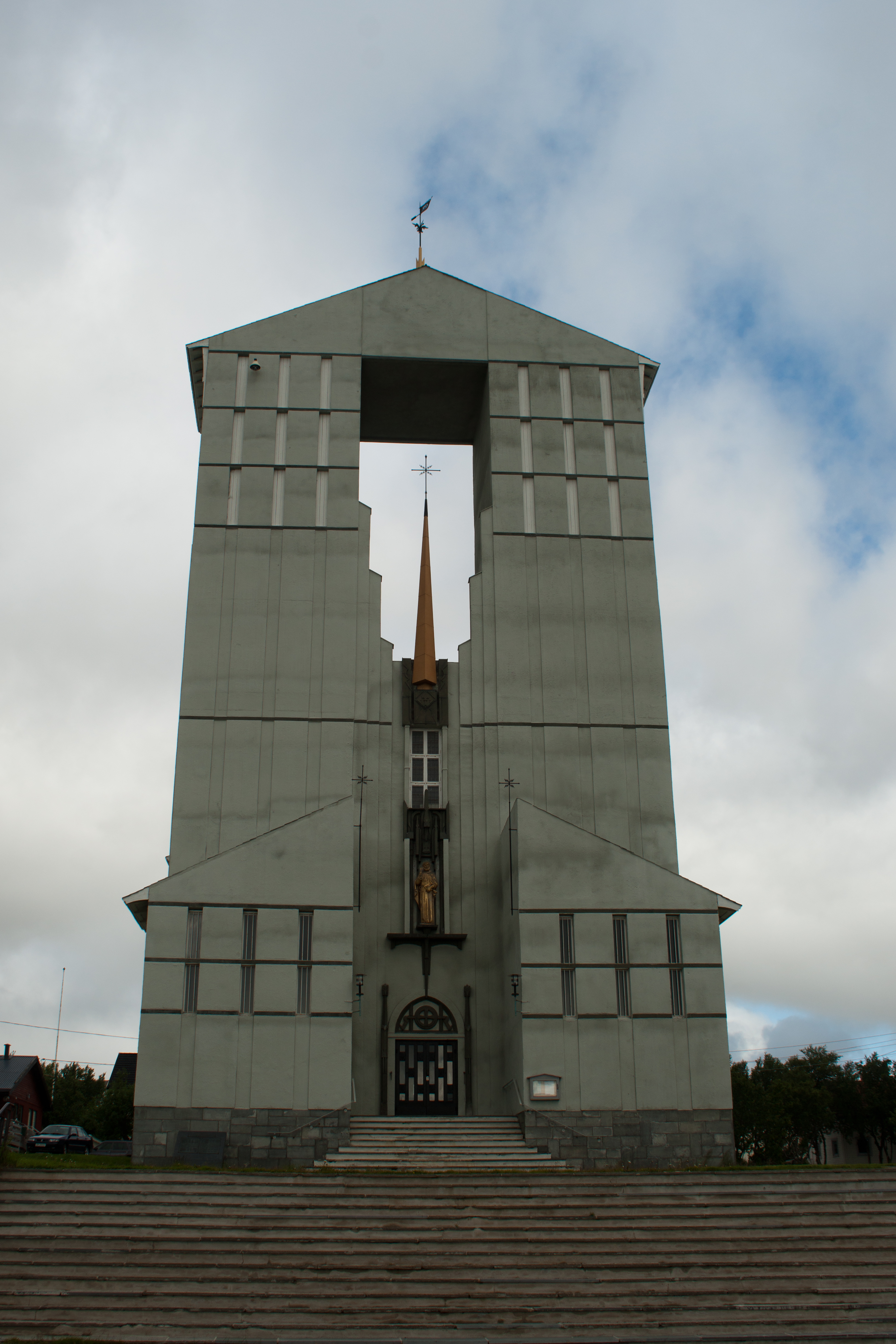
Església de Vadsø

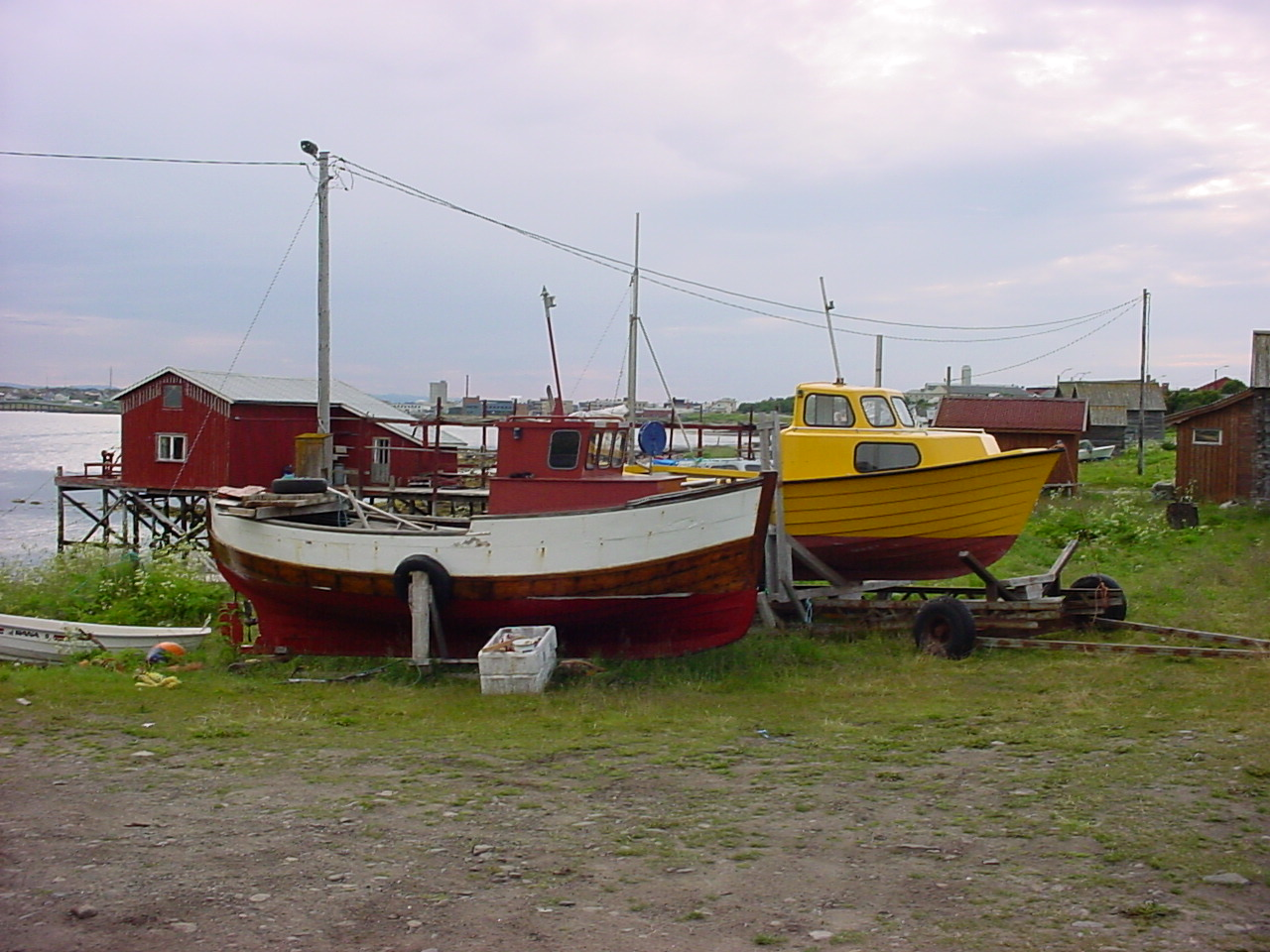
Bots de pesca al port de Vadsø

El llogarret de pescadors, esmentat el segle xvi, va rebre un fort impuls demogràfic amb l'arribada d'immigrants finesos a mitjans del segle xix. Al principi la ciutat només es trobava a l'illa de Vadsøya, però amb el temps anà creixent fins a terra ferma.
Amb l'arribada d'immigrants finlandesos a la ciutat al segle xix, el finès esdevingué la llengua més parlada, continuant d'aquesta manera durant diverses dècades. Actualment, és parlat per algunes famílies, sent una llengua principal a la ciutat al costat del noruec i el sami.

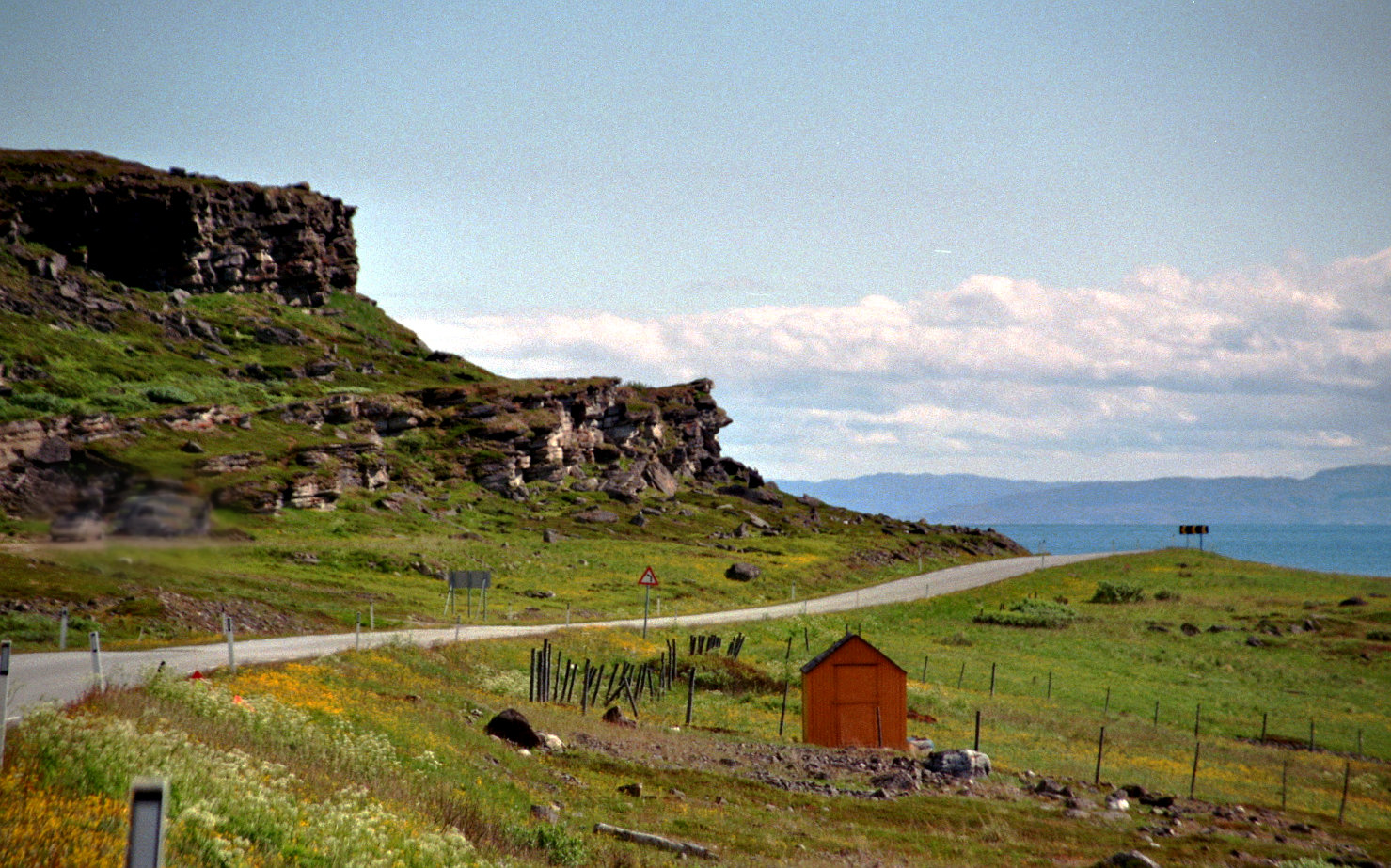
La carretera europea E75, al seu pas per Vadsø

Durant la Segona Guerra Mundial, els alemanys hi desplaçaren forces, motiu pel qual fou bombardejada diverses vegades per l'aviació de la veïna Unió Soviètica. No obstant, al contrari de la major part del comtat, la ciutat no va ser arrasada i conserva encara el seu centre històric d'edificis de fusta. A l'illa de Vadsøya es troba encara visible el piló d'atracada de dirigibles que van utilitzar Umberto Nobile i Roald Amundsen per a l'expedició al pol Nord amb el dirigible Norge el 1926, i utilitzat novament per Nobile amb el dirigible "Itàlia" al 1928.

## Geografia
El municipi de Vadsø està situat a l'extrem oriental del comtat de Troms og Finnmark, al nord de Noruega, abasta una superfície de 1.258 km² i la seva població no arriba als 6.500 habitants.
Constitueix un port al fiord de Varanger, al peu de la península del mateix nom, en el mar de Barents. Té molta activitat pesquera i és una de les estacions de la Hurtigruten. També té servei d'aeroport i, per terra, és un dels extrems de la carretera europea E75.

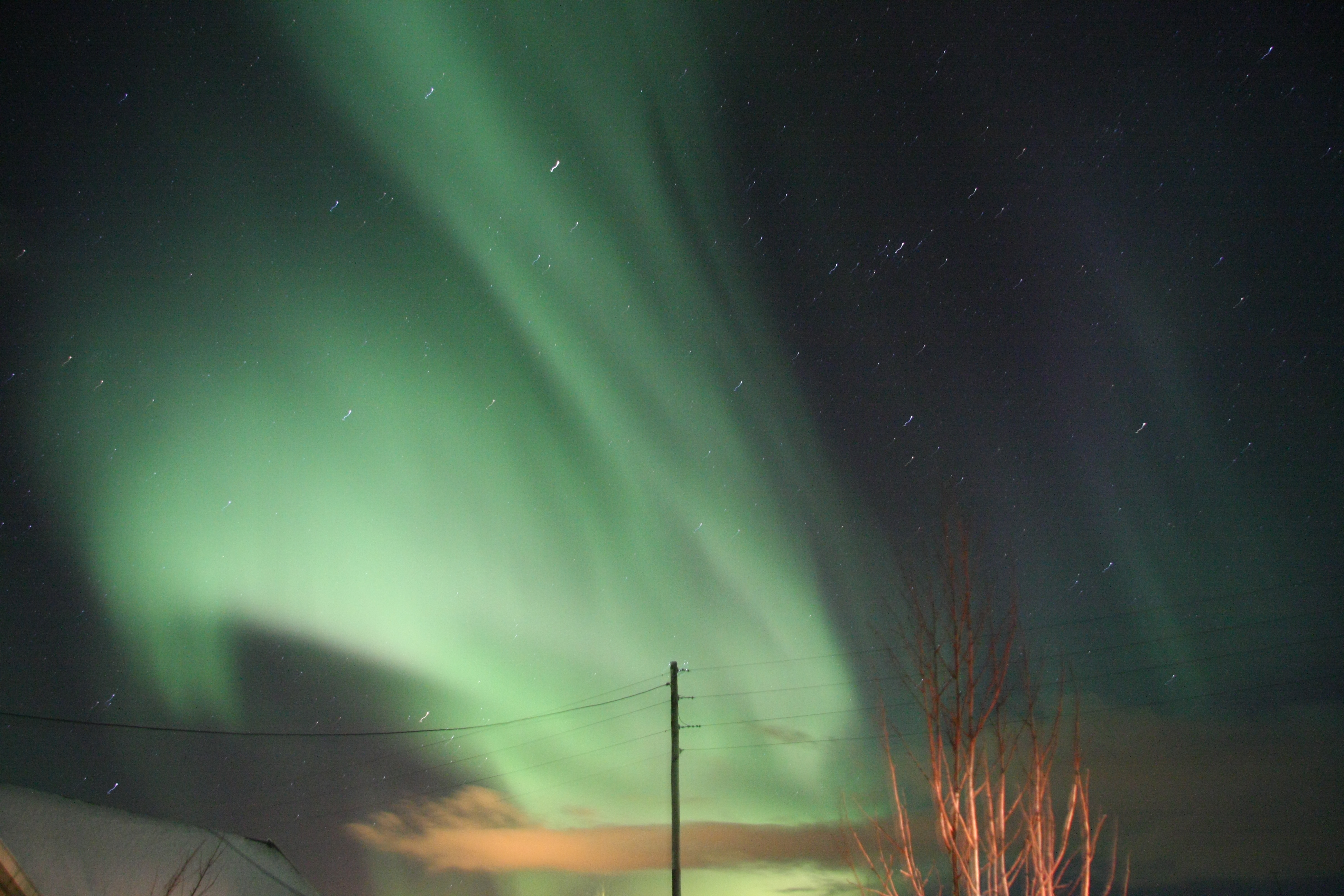
Aurora boreal (la llum del nord) al municipi

Al port de la ciutat s'hi troben somatèries, incloent-hi la petita i sorprenent Èider de Steller.

## Fills il·lustres
- Els futbolistes noruecs Morten Gamst Pedersen i Sigurd Rushfeldt; ambdós creixeren a Vadsø.
- Lars Bohinen (cosí de Rushfeldt), que també és exfutbolista, va néixer a la ciutat, però la seva família es va mudar al sud quan ell era un nen.

## Ciutats agermanades
La ciutat de Vadsø manté una relació d'agermanament amb les següents ciutats: 
- – Holstebro, Dinamarca
- – Karkkila, Finlàndia
- – Kemijärvi, Finlàndia
- – Múrmansk, Rússia
- – Oxelösund, Suècia